# China Internet Network Information Center
Das China Internet Network Information Center (kurz CNNIC) ist eine gemeinnützige Organisation, die im Juni 1997 als Vergabestelle für die länderspezifische Top-Level-Domain .cn gegründet wurde.

## Geschichte
Im Februar 2003 wurden die Vergabekriterien dahingehend liberalisiert, dass seither Domains direkt auf zweiter Ebene angemeldet werden konnten, während das zuvor nur unterhalb einer Second-Level-Domain wie beispielsweise .com.cn oder .org.cn möglich war. Bereits im Dezember des Vorjahres wurde die schriftliche Anmeldung in Papierform auf ein elektronisches Verfahren umgestellt, um die Konnektierung zu beschleunigen. In der Folgezeit stieg die Zahl der registrierten .cn-Domains auf über 700.000 Adressen, wobei sich Berichte über eine Verschärfung der Zensur mehrten. So ist es beispielsweise verboten, Domains in der Absicht zu registrieren, mit den darunter angebotenen Informationen der Staatsführung zu schaden oder etwa pornografische Inhalte bereitzustellen.

## Bedeutung
Die Top-Level-Domain .cn verzeichnet seit Jahren zweistellige Zuwachsraten. Durch eine Senkung der Gebühren stieg die Zahl der registrierten .cn-Domains alleine in den Jahren 2006 auf 2007 um 400 Prozent an. 2008 waren insgesamt 14 Millionen .cn-Domains vorhanden, sodass .cn vor .de und .uk die beliebtesten Länderendung war. In den folgenden Jahren ging die Verbreitung aufgrund mehrerer Änderungen der Vergabekriterien aber rapide zurück, bis auf etwa vier Millionen Domains im September 2012. Unter anderem war es von 2009 bis 2012 nicht möglich, Domains über ausländische Registrare zu erhalten. Auch Privatpersonen war der Besitz von .cn-Domains verboten. Zuletzt stabilisierte sich die Zahl der Anmeldungen wieder, 2012 waren erneut mehr .cn- als .eu-Domains vorhanden.